# Atropa
Atropa és un gènere de plantes dins de la família de les Solanaceae.

## Característiques
El més conegut membre és la mortal Belladona Atropa belladonna. El principal ingredient farmacològicament actiu és l'atropina. El gènere va ser nomenat en honor d'una de les tres Moires aquella el nom de la qual és Àtropos.
En algunes classificacions antigues la Mandràgora (Mandragora officinarum) és considerada una espècie del gènere Atropa nomenant-li Atropa mandragora. El gènere té 56 espècies.

## Espècies seleccionades
- Atropa acaulis
- Atropa acuminata
- Atropa arborea
- Atropa arborescens
- Atropa baetica
- Atropa belladonna
- Atropa caucasica
- Atropa komarovii